# Праздник Божьего Тела в славянской традиции
Статья — о народной обрядности. О церковном праздновании см. статью Праздник Тела и Крови Христовых

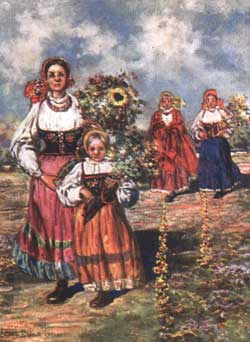
Букеты трав и цветов, как символ расцвета природы. Польша, 1900-е годы

Пра́здник Бо́жьего Те́ла в славя́нской тради́ции — народные обычаи праздника Божьего Тела у славян-католиков. Основной комплекс народных обычаев и поверий этого дня примыкает по времени и схож по ритуалам с троицкой и купальской обрядностью: сбор трав, цветов, веток, изготовление венков, букетов для украшения домов, дворов, улиц, освящение зелени в церкви, использование освящённых растений в обережных и лечебных целях; поверья об активизации ведьм, «отбирающих» у коров молоко, и т. п.

## Введение христианского праздника
Праздник Тела Господня — праздник, введённый в обиход католической церкви с XIII века в память установления Иисусом Христом таинства евхаристии (причащения); отмечается в девятый день после Троицы. Первые упоминания о церковных процессиях в этот день известны в Польше с 1347 года, однако популярными и повсеместными у славян-католиков они становятся с XV—XVI веков.
Во многих районах Польши к XIX веку праздник Божьего Тела считался не менее значительным, чем Пасха. Его отмечали в течение недели, а массовые процессии устраивали в первый день и затем в последний, восьмой, день, называемый «Октава Божьего Тела» (пол. Oktawy Bożego Ciała). Именно в этот последний день празднеств освящали в костёле специально изготовленные веночки, которые хранили в течение года как магическое и лечебное средство.

## Сбор зелени
Накануне или ранним утром праздничного четверга собирались травы и цветы для плетения небольших веночков, букетов, гирлянд, рубили ветки берёз, клёнов, лип, акации, рубили деревья, заготавливали длинные стволы. Обычно плели непарное количество венков — 5, 7, 9. В некоторых местах венки плели из строго определённого вида растений или из непарного количества растений (пол. Поморье, вост. Польша). Для украшения дворов и улиц, а также для устройства зелёных алтарей под открытым небом готовили травы и ветки срубленных деревьев. Словенцы и хорваты использовали высокие (до 30 м и выше) шесты и деревьея, которые устанавливали вдоль дороги по пути движения процессии.

## Крестный ход
Крестный ход совершали от костёла по селу, обязательно обходили поля, ксёндз совершал богослужение возле сооружённых зелёных алтарей и в четырёх углах засеянного поля. Мужчины несли хоругви, женщины и дети — венки, ветки и букеты зелени. В XVIII в. существовал обычай стрелять из ружей во время движения процессии (ср.: у восточных славян на Великдень стреляли из ружей). Западные славяне переписывали начала четырёх Евангелий и закапывали листки бумаги  в четыре угла житного поля «от градобития». В Белой Крайне (Словения) для участия в процессии надевали домотканую белую одежду. Женщины Каринтии в самый момент начала шествия затыкали за пояс несколько стеблей злаков, чтобы весь год не болела поясница. Зелени придавался магический смысл. Повсеместно запасались зеленью, использованной в обрядовом шествии: на ходу отламывали ветки с алтарей, срывали цветы с гирлянд и украшений, поднимали и забирали с собой букетики, которыми осыпали процессию, и т. п.

## Дальнейшее использования зелени
После крестного хода зелень использовали аналогично троицкой и купальской зелени. В первую очередь её использовали для защиты от градовых туч, грозы, молнии, пожара, от нечистой силы; для отгона гусениц, червей, грызунов с полей и огородов; для урожая, для лечения болезней, порчи, сглаза. Кроме того, сквозь венок, освященный в день Божьего тела, процеживали молоко, чтобы его не испортила ведьма, протаскивали вылупившихся гусят для хорошего роста, цветы с таких венков сыпали в маслобойку, чтобы хорошо сбивалось масло, в молоко — для удачной закваски и т. п. В Словении мужчины старались первыми захватить стволы деревьев, из которых устраивали алтари, и делали из них ручки для лопат, граблей, кос.
Так же как троицкий и купальский периоды, день Божьего Тела считался опасным, связанным с вредоносностью ведьм, которые могли «отобрать» молоко у коров, наслать порчу на людей и скот. Чтобы предохраниться от злых чар, в этот день старались не выгонять скот на пастбище, чертили чесноком кресты на дверях хлевов, прикрепляли к рогам коров обрядовую зелень и пр. Считалось, что если посмотреть на движущуюся процессию через дырку в доске от старого гроба, то можно увидеть всех сельских ведьм.

## Запреты
В этот день, а местами и на следующий, не работали вне дома (в поле, огороде, лесу). В Штирии пятницу называли «дымная пятница» (словен. posmojeni petek); в этот день никто не окапывал кукурузу, чтобы она не погорела. В Жешовском воеводстстве (сейчас Подкарпатское воеводство) запрещалось в день Божьего тела пользоваться вальками при стирке белья; воздерживались от работы в поле, «чтобы буря хлеб не погубила», и от работы в лесу, «чтобы люди не калечились».

## Девятник в Белоруссии
Девятник — народное название праздника в четверг на девятой неделе по Пасхе. В этот день не работали в поле, опасаясь грома. Праздник возник в конце XIX века в связи с переходом белорусских униатов под лоно православной церкви. Белорусские католики и униаты продолжали его отмечать как праздник Божьего Тела.
В Белоруссии во многих местах (например, в Добрушском районе) считают, что Девятуха, как и Десятуха, — это белорусский праздник «от грозы». В иных же (например, в Лельчицком районе) говорят, что «Дзявятуха — то польскае сьвято, а Дзясятуха — нашое».
В волочёбных песнях рядом с Десятником Девятуха является одним из этапов роста ржи:
Дзявятушка-памяжаначка

Па межах хадзіла, жытцо абзірала,

Жытцо абзірала да й раўнавала...
Иногда праздники не различались.

## Приметы
У словенцев считается, что хорошая погода этого дня обещает тёплое лето или устойчивую погоду на период сенокоса; дождливый же день сулит дождливый сенокос и гнилое лето.